# Parti vert d'Albanie
 (avril 2017).
Si vous disposez d'ouvrages ou d'articles de référence ou si vous connaissez des sites web de qualité traitant du thème abordé ici, merci de compléter l'article en donnant les références utiles à sa vérifiabilité et en les liant à la section « Notes et références ».
Le Parti vert d'Albanie (en albanais : Partia e Gjelbër e Shqipërisë ou Të gjelbërit, abrégé en PGJ) est un parti politique albanais qui suit les traditions de la politique écologique et maintient un engagement fort envers le progressisme social. Le Parti Vert d'Albanie a été créé le 1er septembre 2001 et est membre à part entière du Global Greens et du Parti vert européen.

## Histoire
Les Verts d'Albanie sont nés comme une nécessité politique pour prendre une place majeure dans la politique albanaise. Il a été créé par un groupe du Parti Agricole Écologiste d'Albanie, qui s'est séparé. L'importance et l'urgence de résoudre de nombreuses préoccupations environnementales en Albanie ont permis de créer le 1er septembre 2001, sur la scène politique à l'initiative d'un groupe de jeunes intellectuels différents domaines, un mouvement politique intitulé « Les Verts d'Albanie ». Ce mouvement s'est joint à des groupes environnementaux et à des clubs environnementaux représentant la société civile environnementale. 
Ce mouvement politique a été créé pour alerter de la crise écologique que nous traversons. Depuis sa création, plusieurs mesures concrètes ont été créés pour faire une campagne de sensibilisation environnementale en touchant la population afin de répondre à cette crise. « Les Verts » ont développé une plate-forme politique qui fournit des alternatives et des moyens à suivre pour surmonter cette crise écologique. Cette plate-forme politique devrait être discutée avec un plus grand nombre de personnes à travers le pays. Cela a conduit à la création de mouvements écologiques locaux dans les douze districts du pays. Une série d'événements découlant de l'activité politique des manifestations des «Verts», ont occupé une place importante. 
Le Parti vert a entrepris une série d'actions concrètes pour sensibiliser la population telles que les séminaires, les ateliers, les conférences sur l'environnement, les distributions d'affiches, dépliants, activités de nettoyage du territoire, la réduction des déchets, etc. Cette activité a trouvé un large soutien dans différentes classes de la population. 
Il était très remarquable que les jeunes étudiants occupaient des rôles importants. Ensuite, les "Verts" ont décidé de faire partie de la famille verte européenne. Cette nouvelle politique d'initiative exigeait un engagement fort à faire de ce «mouvement vert», une véritable institution politique fondée sur les principes du Parti vert européen. Le 13 octobre 2008, le Parti Vert devient membre à part entière du Parti vert européen. 
Il a son propre représentant avec le droit de vote, au Conseil général du Parti vert européen. Sous le thème de la protection de l'environnement, les Verts ont participé pour la première fois aux élections locales albanaises en 2003. Avec ces premiers élus, ils ont commencé leur représentation dans les structures décisionnelles locales. 
Dès lors, le parti participe régulièrement aux élections locales et parlementaires. Lors des élections locales albanaises de 2011, le Parti Vert a réalisé un très bon résultat, car le nombre de votes reçus était 20 fois plus élevé que lors des élections précédentes, avec un nombre croissant de conseillers, soit 5 fois plus que par le passé.

## Élections
| Années | Votes | %    | Sièges | Nombres de sièges totaux |
| ------ | ----- | ---- | ------ | ------------------------ |
| 2009   | 437   | 0,03 | 0      | 140                      |
| 2013   | 2084  | 0,12 | 0      | 140                      |
| 2017   |       |      |        | 140                      |